# Pycnopsyche lepida
Pycnopsyche lepida is een schietmot uit de familie Limnephilidae. De soort komt voor in het Nearctisch gebied.